# Cupa României
La Coppa di Romania (rum. Cupa României) è la seconda competizione calcistica rumena per importanza dopo la Liga I, la massima divisione del campionato nazionale. Posta sotto l'egida della Federația Română de Fotbal, è aperta a tutti i club affiliati alla federazione e si disputa dalla stagione 1933-1934. La squadra vincitrice è ammessa al primo turno di UEFA Europa League.

## Albo d'oro
| Stagione         | Vincitore                                                    | Risultato                                                    | Finalista                                                    |                                                              |
| ---------------- | ------------------------------------------------------------ | ------------------------------------------------------------ | ------------------------------------------------------------ | ------------------------------------------------------------ |
| 1933/34 Dettagli | Ripensia Timișoara                                           | 3 - 2                                                        | Universitatea Cluj                                           |                                                              |
| 1934/35 Dettagli | CFR                                                          | 6 - 5                                                        | Ripensia Timișoara                                           |                                                              |
| 1935/36 Dettagli | Ripensia Timișoara                                           | 5 - 1                                                        | Unirea Tricolor Bucarest                                     |                                                              |
| 1936/37 Dettagli | Rapid Bucarest                                               | 5 - 1                                                        | Ripensia Timișoara                                           |                                                              |
| 1937/38 Dettagli | Rapid Bucarest                                               | 3 - 2                                                        | CAM Timișoara                                                |                                                              |
| 1938/39 Dettagli | Rapid Bucarest                                               | 2 - 0                                                        | Sportul Studențesc                                           |                                                              |
| 1939/40 Dettagli | Rapid Bucarest                                               | 2 - 2 dts, 4 - 4 dts, 2 - 2 dts, 2 - 1(ripetiz.)             | Venus Bucarest                                               |                                                              |
| 1940/41 Dettagli | Rapid Bucarest                                               | 4 - 3                                                        | Unirea Tricolor Bucarest                                     |                                                              |
| 1941/42 Dettagli | Rapid Bucarest                                               | 7 - 1                                                        | Universitatea Sibiu                                          |                                                              |
| 1942/43 Dettagli | CFR Turnu Severin                                            | 4 - 0                                                        | Sportul Studențesc                                           |                                                              |
| 1943/44          | La Coppa non si svolse a causa della seconda guerra mondiale | La Coppa non si svolse a causa della seconda guerra mondiale | La Coppa non si svolse a causa della seconda guerra mondiale | La Coppa non si svolse a causa della seconda guerra mondiale |
| 1944/45          | La Coppa non si svolse a causa della seconda guerra mondiale | La Coppa non si svolse a causa della seconda guerra mondiale | La Coppa non si svolse a causa della seconda guerra mondiale | La Coppa non si svolse a causa della seconda guerra mondiale |
| 1945/46          | La Coppa non si svolse a causa della seconda guerra mondiale | La Coppa non si svolse a causa della seconda guerra mondiale | La Coppa non si svolse a causa della seconda guerra mondiale | La Coppa non si svolse a causa della seconda guerra mondiale |
| 1946/47          | La Coppa non si svolse a causa della seconda guerra mondiale | La Coppa non si svolse a causa della seconda guerra mondiale | La Coppa non si svolse a causa della seconda guerra mondiale | La Coppa non si svolse a causa della seconda guerra mondiale |
| 1947/48 Dettagli | ITA Arad                                                     | 3 - 2                                                        | CFR Timișoara                                                |                                                              |
| 1948/49 Dettagli | CSCA Bucarest                                                | 2 - 1                                                        | CSU Cluj                                                     |                                                              |
| 1950 Dettagli    | CCA Bucarest                                                 | 3 - 1                                                        | Flamura Rosie Arad                                           |                                                              |
| 1951 Dettagli    | CCA Bucarest                                                 | 3 - 1                                                        | Flacara Mediaș                                               |                                                              |
| 1952 Dettagli    | CCA Bucarest                                                 | 2 - 0                                                        | Flacara Ploiești                                             |                                                              |
| 1953 Dettagli    | Flamura Rosie Arad                                           | 1 - 0 dts                                                    | CCA Bucarest                                                 |                                                              |
| 1954 Dettagli    | Metalul Reșița                                               | 2 - 0                                                        | Dinamo Bucarest                                              |                                                              |
| 1955 Dettagli    | CCA Bucarest                                                 | 6 - 3 dts                                                    | Progresul Oradea                                             |                                                              |
| 1956 Dettagli    | Progresul Oradea                                             | 2 - 0                                                        | Energia Câmpia-Turzii                                        |                                                              |
| 1956/57          | La Coppa non si svolse                                       | La Coppa non si svolse                                       | La Coppa non si svolse                                       | La Coppa non si svolse                                       |
| 1957/58 Dettagli | Ştiinţa Timişoara                                            | 1 - 0                                                        | Progresul Bucarest                                           |                                                              |
| 1958/59 Dettagli | Dinamo Bucarest                                              | 4 - 0                                                        | CSM Baia Mare                                                |                                                              |
| 1959/60 Dettagli | Progresul Bucarest                                           | 2 - 0                                                        | Dinamo Obor Bucarest                                         |                                                              |
| 1960/61 Dettagli | Arieșul Turda                                                | 2 - 1                                                        | Rapid Bucarest                                               |                                                              |
| 1961/62 Dettagli | Steaua Bucarest                                              | 5 - 1                                                        | Rapid Bucarest                                               |                                                              |
| 1962/63 Dettagli | Petrolul Ploiești                                            | 6 - 1                                                        | Siderurgistul Galaţi                                         |                                                              |
| 1963/64 Dettagli | Dinamo Bucarest                                              | 5 - 3                                                        | Steaua Bucarest                                              |                                                              |
| 1964/65 Dettagli | Stiinţa Cluj                                                 | 2 - 1                                                        | Dinamo Piteşti                                               |                                                              |
| 1965/66 Dettagli | Steaua Bucarest                                              | 4 - 0                                                        | UTA Arad                                                     |                                                              |
| 1966/67 Dettagli | Steaua Bucarest                                              | 6 - 0                                                        | Foresta Fălticeni                                            |                                                              |
| 1967/68 Dettagli | Dinamo Bucarest                                              | 3 - 1 dts                                                    | Rapid Bucarest                                               |                                                              |
| 1968/69 Dettagli | Steaua Bucarest                                              | 2 - 1                                                        | Dinamo Bucarest                                              |                                                              |
| 1969/70 Dettagli | Steaua Bucarest                                              | 2 - 1                                                        | Dinamo Bucarest                                              |                                                              |
| 1970/71 Dettagli | Steaua Bucarest                                              | 3 - 2                                                        | Dinamo Bucarest                                              |                                                              |
| 1971/72 Dettagli | Rapid Bucarest                                               | 2 - 0                                                        | Jiul Petroșani                                               |                                                              |
| 1972/73 Dettagli | Chimia Râmnicu Vâlcea                                        | 1 - 1 dts, 3 - 0 (ripetiz.)                                  | Constructorul Galaţi                                         |                                                              |
| 1973/74 Dettagli | Jiul Petroșani                                               | 4 - 2                                                        | Timișoara                                                    |                                                              |
| 1974/75 Dettagli | Rapid Bucarest                                               | 2 - 1 dts                                                    | Universitatea Craiova                                        |                                                              |
| 1975/76 Dettagli | Steaua Bucarest                                              | 1 - 0                                                        | CSU Galaţi                                                   |                                                              |
| 1976/77 Dettagli | Universitatea Craiova                                        | 2 - 1                                                        | Steaua Bucarest                                              |                                                              |
| 1977/78 Dettagli | Universitatea Craiova                                        | 3 - 1                                                        | Olimpia Satu Mare                                            |                                                              |
| 1978/79 Dettagli | Steaua Bucarest                                              | 3 - 0                                                        | Sportul Studențesc                                           |                                                              |
| 1979/80 Dettagli | Timișoara                                                    | 2 - 1                                                        | Steaua Bucarest                                              |                                                              |
| 1980/81 Dettagli | Universitatea Craiova                                        | 6 - 0                                                        | Timișoara                                                    |                                                              |
| 1981/82 Dettagli | Dinamo Bucarest                                              | 3 - 2                                                        | FC Baia Mare                                                 |                                                              |
| 1982/83 Dettagli | Universitatea Craiova                                        | 2 - 1                                                        | Timișoara                                                    |                                                              |
| 1983/84 Dettagli | Dinamo Bucarest                                              | 2 - 1                                                        | Steaua Bucarest                                              |                                                              |
| 1984/85 Dettagli | Steaua Bucarest                                              | 2 - 1                                                        | Universitatea Craiova                                        |                                                              |
| 1985/86 Dettagli | Dinamo Bucarest                                              | 1 - 0                                                        | Steaua Bucarest                                              |                                                              |
| 1986/87 Dettagli | Steaua Bucarest                                              | 1 - 0                                                        | Dinamo Bucarest                                              |                                                              |
| 1987/88 Dettagli | Steaua Bucarest                                              | 2 - 1                                                        | Dinamo Bucarest                                              |                                                              |
| 1988/89 Dettagli | Steaua Bucarest                                              | 1 - 0                                                        | Dinamo Bucarest                                              |                                                              |
| 1989/90 Dettagli | Dinamo Bucarest                                              | 6 - 4                                                        | Steaua Bucarest                                              |                                                              |
| 1990/91 Dettagli | Universitatea Craiova                                        | 2 - 1                                                        | FC Bacau                                                     |                                                              |
| 1991/92 Dettagli | Steaua Bucarest                                              | 1 - 1 / 1 - 1 / 3 - 2                                        | Timișoara                                                    |                                                              |
| 1992/93 Dettagli | Universitatea Craiova                                        | 2 - 0                                                        | Dacia Unirea Braila                                          |                                                              |
| 1993/94 Dettagli | Gloria Bistrița                                              | 1 - 0                                                        | Universitatea Craiova                                        |                                                              |
| 1994/95 Dettagli | Petrolul Ploiești                                            | 1 - 1 / 1 - 1 / 5 - 3                                        | Rapid Bucarest                                               |                                                              |
| 1995/96 Dettagli | Steaua Bucarest                                              | 3 - 1                                                        | Gloria Bistrița                                              |                                                              |
| 1996/97 Dettagli | Steaua Bucarest                                              | 4 - 2                                                        | FC National Bucarest                                         |                                                              |
| 1997/98 Dettagli | Rapid Bucarest                                               | 1 - 0                                                        | Universitatea Craiova                                        |                                                              |
| 1998/99 Dettagli | Steaua Bucarest                                              | 2 - 2 / 2 - 2 / 4 - 2                                        | Rapid Bucarest                                               |                                                              |
| 1999/00 Dettagli | Dinamo Bucarest                                              | 2 - 0                                                        | Universitatea Craiova                                        |                                                              |
| 2000/01 Dettagli | Dinamo Bucarest                                              | 4 - 2                                                        | Rocar Bucarest                                               |                                                              |
| 2001/02 Dettagli | Rapid Bucarest                                               | 2 - 1                                                        | Dinamo Bucarest                                              |                                                              |
| 2002/03 Dettagli | Dinamo Bucarest                                              | 1 - 0                                                        | FC National Bucarest                                         |                                                              |
| 2003/04 Dettagli | Dinamo Bucarest                                              | 2 - 0                                                        | Oțelul Galați                                                |                                                              |
| 2004/05 Dettagli | Dinamo Bucarest                                              | 1 - 0                                                        | Farul Costanza                                               |                                                              |
| 2005/06 Dettagli | Rapid Bucarest                                               | 0 - 0 / 1 - 0                                                | FC National Bucarest                                         |                                                              |
| 2006/07 Dettagli | Rapid Bucarest                                               | 2 - 0                                                        | Timișoara                                                    |                                                              |
| 2007/08 Dettagli | CFR Cluj                                                     | 2 - 1                                                        | Unirea Urziceni                                              |                                                              |
| 2008/09 Dettagli | CFR Cluj                                                     | 3 - 0                                                        | Timișoara                                                    |                                                              |
| 2009/10 Dettagli | CFR Cluj                                                     | 0 - 0 / 5 - 4 dcr                                            | Vaslui                                                       |                                                              |
| 2010/11 Dettagli | Steaua Bucarest                                              | 2 - 1                                                        | Dinamo Bucarest                                              |                                                              |
| 2011/12 Dettagli | Dinamo Bucarest                                              | 1 - 0                                                        | Rapid Bucarest                                               |                                                              |
| 2012/13 Dettagli | Petrolul Ploiești                                            | 1 - 0                                                        | CFR Cluj                                                     |                                                              |
| 2013/14 Dettagli | Astra Giurgiu                                                | 0 - 0 / 4 - 2 dcr                                            | Steaua Bucarest                                              |                                                              |
| 2014/15 Dettagli | Steaua Bucarest                                              | 3 - 0                                                        | U Cluj                                                       |                                                              |
| 2015/16 Dettagli | CFR Cluj                                                     | 2 - 2 / 5 - 4 dcr                                            | Dinamo Bucarest                                              |                                                              |
| 2016/17 Dettagli | Voluntari                                                    | 1 - 1 / 5 - 3 dcr                                            | Astra Giurgiu                                                |                                                              |
| 2017/18 Dettagli | U Craiova                                                    | 2 - 0                                                        | Hermannstadt                                                 |                                                              |
| 2018/19 Dettagli | Viitorul Costanza                                            | 2 - 1                                                        | Astra Giurgiu                                                |                                                              |
| 2019/20 Dettagli | FCSB                                                         | 1 - 0                                                        | Sepsi                                                        |                                                              |
| 2020/21 Dettagli | U Craiova                                                    | 3 - 2 dts                                                    | Astra Giurgiu                                                |                                                              |
| 2021/22 Dettagli | Sepsi                                                        | 2 - 1                                                        | Voluntari                                                    |                                                              |
| 2022/23 Dettagli | Sepsi                                                        | 0 - 0 / 5 - 4 dcr                                            | U Cluj                                                       |                                                              |
| 2023/24 Dettagli | Corvinul Hunedoara                                           | 2 - 2 / 3 - 2 dcr                                            | Oțelul Galați                                                |                                                              |
| 2024/25 Dettagli | CFR Cluj                                                     | 3 - 2                                                        | Hermannstadt                                                 |                                                              |

## Vittorie per squadra
| Squadra               | Vittorie | Finalista | Anni vittorie |
| --------------------- | -------- | --------- | --- |
| Steaua Bucarest       | 23       | 8         | 1948-49, 1950, 1951, 1952, 1955, 1961-62, 1965-66, 1966-67, 1968-69, 1969-70, 1970-71, 1975-76, 1978-79, 1984-85, 1986-87, 1987-88, 1991-92, 1995-96, 1996-97, 1998-99, 2010-11, 2014-15, 2019-20 |
| Dinamo Bucarest       | 13       | 9         | 1958-59, 1963-64, 1967-68, 1981-82, 1983-84, 1985-86, 1989-90, 1999-00, 2000-01, 2002-03, 2003-04, 2004-05, 2011-12                                                                               |
| Rapid Bucarest        | 13       | 6         | 1934-35, 1936-37, 1937-38, 1938-39, 1939-40, 1940-41, 1941-42, 1971-72, 1974-75, 1997-98, 2001-02, 2005-06, 2006-07                                                                               |
| U Craiova             | 8        | 5         | 1976-77, 1977-78, 1980-81, 1982-83, 1990-91, 1992-93, 2017-18, 2020-2021 |
| CFR Cluj              | 5        | 1         | 2007-08, 2008-09, 2009-10, 2015-16, 2024-2025 |
| Petrolul Ploiești     | 3        | 1         | 1962-63, 1994-95, 2012-13 |
| Timișoara             | 2        | 6         | 1957-58, 1979-80 |
| Ripensia Timișoara    | 2        | 2         | 1933-34, 1935-36 |
| UTA Arad              | 2        | 2         | 1947-48, 1953 |
| Sepsi                 | 2        | 1         | 2021-22, 2022-23 |
| U Cluj                | 1        | 5         | 1964-65 |
| Progresul Bucarest    | 1        | 4         | 1959-60 |
| Astra Giurgiu         | 1        | 2         | 2013-14 |
| Progresul Oradea      | 1        | 1         | 1956 |
| Jiul Petroșani        | 1        | 1         | 1973-74 |
| Gloria Bistrița       | 1        | 1         | 1993-94 |
| Voluntari             | 1        | 1         | 2016-17 |
| CFR Turnu Severin     | 1        | 0         | 1942-43 |
| CSM Reșița            | 1        | 0         | 1954 |
| Arieșul Turda         | 1        | 0         | 1960-61 |
| Chimia Râmnicu Vâlcea | 1        | 0         | 1972-73 |
| Viitorul Costanza     | 1        | 0         | 2018-19 |
| Corvinul Hunedoara    | 1        | 0         | 2023-24 |